# 佃公彦
佃 公彦（つくだ きみひこ、1930年1月1日 - 2010年6月28日）は、日本の漫画家。

## 人物
東京（当時東京府）出身であるが、旧制東京府立第二十一中学校（現・東京都立武蔵丘高等学校）2年生の時に父親の出身地である徳島県に疎開した。旧制麻植中学校（現・徳島県立川島高等学校）に転校
。卒業後、海軍兵学校予科（78期）に進むが、終戦により閉校（休校）。
東京に戻り、東京府立第二十一中学校を卒業するが、1946年に父が亡くなったことから徳島に向い、伯父が経営する造り酒屋を手伝いながら漫画のカットを徳島新聞に投稿する生活を送った後、1950年頃に東京に再度戻る。
1955年、文春漫画読本に掲載された「ほのぼの君日記」で漫画家デビュー。
1956年、東京新聞に『ほのぼの君』の連載を開始。スタート当初は、台詞のない「サイレント漫画」形式だった。1970年から中日新聞、東京新聞、北陸中日新聞、北海道新聞、西日本新聞に『ちびっこ紳士』を連載開始。
1984年2月、連載5,000回突破を機に『ほのぼの君』にタイトルを変更。登場人物が子供と動物だけというものと、自然、環境問題をテーマにした作品を多く執筆した。「ラジオ体操」のマスコットキャラクター「ラタ坊」も佃の作品である。
しかし、晩年は直腸がんや腹部大動脈瘤の手術で休載することが多くなり、2006年末にはパーキンソン病を発症、絵筆が持てなくなるなどから降板を決意し2007年3月8日掲載分をもって、『ちびっこ紳士』から数えて37年間、東京新聞での連載年数では通算44年間にわたる『ほのぼの君』の連載が終了した。新旧及び『ちびっこ紳士』を含めた総連載回数は15,451回（東京新聞掲載分）で、新聞連載4コマ漫画の連載回数としては当時日本最高記録であった（2019年8月現在では歴代3位）。なお、同様の新聞連載の世界記録は、スヌーピーのキャラクターで知られるチャールズ・M・シュルツの『ピーナッツ』。
2004年、『ほのぼの君』で第33回日本漫画家協会賞を受賞。それ以前には、昭和30年代に3回ほど文藝春秋漫画賞の候補にノミネートされているものの、一度も受賞できなかった。
2010年6月28日午前0時20分、肺炎のため東京都内の病院で死去。
大の車好き、特にポルシェとミニをこよなく愛したことでも知られ、車に関する著作もある。
先述の文藝春秋漫画賞を逃して以降、作風はレイモン・ペイネや上記のチャールズ・M・シュルツの影響を受けていると、漫画評論家の清水勲が評した。

## 代表作
- ほのぼの君日記
- ほのぼの君（旧）（1955 - 1962年, 2,454回）
- ほのぼのおじさん
- 8すけ9すけ（1958年、京都新聞連載）
- オカルちゃん（1965 - 1966年、山形新聞、北日本新聞など地方紙で連載）
- ちびっこ紳士→ほのぼの君（新）（1970 - 2007年, 12,997回、北海道新聞では13,014回）
- 佃公彦のカーコント（ベストカー連載）

### 『みんなのうた』アニメーション製作曲
- ついてないときのうた（中山千夏、デューク・エイセス）
- 木の葉くん（坂本スミ子） - 作詞も担当。
- 春をよぶ夢（シンガーズ・スリー）
- 小犬のプルー（本田路津子） - 後に石川ひとみの歌でリメイク（映像は不変）。
- なかよしファミリー（山崎唯・久里千春一家）
- ぼくのプルー（岩崎宏美） - 先述の『小犬の』の続編。
- ぼくは大きな石ころさ（財津一郎）
- アヒルと少女（小鳩くるみ）

※1969年から1986年まで, NHK『みんなのうた』のアニメーションを製作したものの, NHKには代表作『小犬のプルー』と、『ぼくは大きな石ころさ』・『アヒルと少女』の計3本しか現存していなかった。その後2014年に「みんなのうた発掘プロジェクト」で視聴者から映像が寄せられたため、今のところ現存しない作品は『ついてないときのうた』のみ。

### その他
- オリンパス「オリンパス・ペン」（CMキャラクター）
- 「ラジオ体操」キャラクター「ラタ坊」（1978年、ラジオ体操50周年記念キャラクターとして制定。同年、そのキャラクターを採用した50円切手も発行された）
- 「うわさのスター」オープニングイラスト（TBSテレビ）
- 『お笑い頭の体操』挿絵全般（司会・大橋巨泉）
- 阿波銀行（徳島県）マスコット
- 大光銀行（新潟県）マスコット
- 日新火災海上保険マスコット「ゆう太くん」
- マルアイ「かつおのりふりかけ」キャラクター
- 『グリーンキャンペーン』（名古屋テレビ）キャラクターデザイン（1963年4月 - 1990年代初頭）

ナレーションは女性版以外に男性版もあり、イラスト等のアレンジも多少異なる 。
- 『となりの芝生』オープニング挿絵（NHK銀河テレビ小説, 1976年）
- 「三交パルックバスの旅」（三重交通）キャラクター

## CM
- 北の誉（1970年代、北海道ローカルCM）
- 綿半ホームエイド（CMキャラクターデザイン, 1980年代-1990年代、長野県ローカルCM）
- ほのぼのレイク・新生フィナンシャル（1977年、TV CM）
- デリッシュカレー（1980年・TV CM）

## 出版
- ほのぼの君 - 1996年3月12日

ISBN 4893638203 北海道新聞社
- ありがとうほのぼの君 - 2004年11月-12月、掲載4紙から発行されているが全て同内容。

ISBN 4808308142 （東京新聞中日新聞東京本社）出版局
ISBN 4806204897 中日新聞社
ISBN 4894533162 北海道新聞社
ISBN 4816706143 西日本新聞社

## 弟子
- みつはしちかこ